# Angry Birds Trilogy
Angry Birds Trilogy è un videogioco sviluppato dalla Rovio Entertainment e pubblicato dalla Activision. Il titolo contiene i primi tre videogiochi della popolare serie Angry Birds: Angry Birds, Angry Birds Seasons e Angry Birds Rio, ed è stato reso disponibile per Xbox 360, PlayStation 3 e Nintendo 3DS il 25 settembre 2012. Sia la versione per PlayStation 3 che la versione per Xbox 360 sono disponibili sia in versione tradizionale che in versione per, rispettivamente, PlayStation Move e Kinect.